# Psihopatija
Psihopatija je trajni poremećaj osobnosti, odnosno stanje koje se u ponašanju više ili manje razlikuje od prosjeka (psihopatska ličnost). Riječ je o ograničenim osobnostima, na prijelazu psihičkog zdravlja i bolesti većinom bez intelektualnih poremećaja, čak intelektualno natprosječnima. Glavne su promjene na emocionalno-voljnom planu osobnosti. Prvotno se smatralo da zbog njih trpi samo okolina (agresivnost, asocijalnost, i anti-socijalnost). Kasnije je utvrđeno da neki i sami pate zbog svoje abnormalne osobnosti (depresivnost, suicidni psihopati). Nikad ne dosežu dimenzije psihotičnosti premda mogu pokazivati neke simptome ili sindrome slične pojedinim psihičkim poremećajima (shizoidni, paranoidni, nestabilni, ekscentrični, depresivni, hipomanični i dr.). Za psihopate se kaže da su „daltonisti za ljudske osjećaje i društvene moralne vrijednosti“.

## Uzroci psihopatije
Uzrok psihopatije, kao i ostalih poremećaja osobnosti, može biti loša socijalizacija u ranom djetinjstvu, genetska svojstva, kao i posljedice tjelesnih i psihičkih oboljenja. Najčešći uzrok razvijanja psihopatije je da su osobe s tim poremećajem u djetinjstvu ili pretjerano strogo odgajane, tj. kažnjavane, ili su bili prepušteni sami sebi, tj. zanemareni.